# ビャルヌ・リース
ビャルヌ・リース（ビャルネ・リースとも、Bjarne Riis、1964年4月3日 - ）は、デンマークの元自転車ロードレース選手。後にUCIプロツアーに参加したプロチームであるティンコフ＝サクソの監督を1999年から2015年まで務めた。1996年に、ツール・ド・フランスでミゲル・インドゥラインの6連覇を阻止し総合優勝。1997年には、旧UCIワールドカップのアムステルゴールドレースに優勝した。しかし、2007年5月27日、1993年から1998年までドーピングを行なっていたと告白し、国際自転車競技連合 (UCI) 側はリースに対して1996年のマイヨ・ジョーヌの返還を求めている。

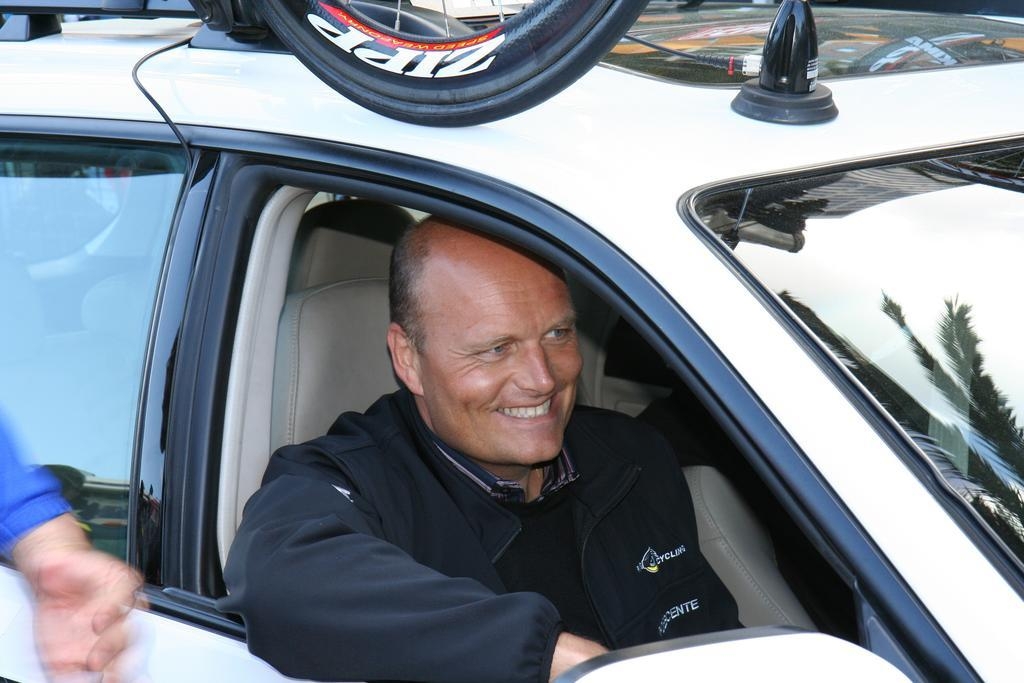
2007年ツアー・オブ・カリフォルニアにて